# دیوید جنلو
دیوید جنلو (انگلیسی: David Generelo؛ زادهٔ ۱۱ اوت ۱۹۸۲) بازیکن فوتبال اهل اسپانیا است.
از باشگاه‌هایی که در آن بازی کرده‌است می‌توان به باشگاه ورزشی رئال مایورکا، باشگاه فوتبال رئال ساراگوسا، باشگاه فوتبال رئال اویدو، باشگاه خیمناستیک تاراگونا، و باشگاه فوتبال الچه اشاره کرد.